# Hrabstwo Kalamazoo
Kalamazoo – hrabstwo w stanie Michigan w USA. Siedzibą hrabstwa jest Kalamazoo.

## Miasta
- Galesburg
- Kalamazoo
- Parchment
- Portage

## Wioski
- Augusta
- Climax
- Richland
- Schoolcraft
- Vicksburg

## CDP
- Comstock Northwest
- Eastwood
- South Gull Lake
- Westwood

## Hrabstwo Kalamazoo graniczy z następującymi hrabstwami
- północny wschód – hrabstwo Barry
- wschód – hrabstwo Calhoun
- południe – hrabstwo St. Joseph
- zachód – hrabstwo Van Buren
- północny zachód – hrabstwo Allegan